# Giải bóng đá ngoại hạng Iraq 1983-84
Giải bóng đá ngoại hạng Iraq 1983–84 là mùa giải thứ 10 của giải đấu kể từ khi thành lập năm 1974. Al-Jaish giành danh hiệu Ngoại hạng đầu tiên, và trở thành câu lạc bộ thứ tư kể từ năm 1974 vô địch mà không thua một trận nào. Với tư cách vô địch, Hiệp hội bóng đá Iraq cho phép họ tham dự giải giao hữu có tên là Cúp Marah Halim, và á quân Al-Talaba tham dự giải giao hữu có tên là Cúp Stafford. Cả hai đội đều vô địch.

## Thay đổi tên gọi
- Al-Shorta đổi tên thành Quwat Al-Emen Al-Dakhili.

## Bảng xếp hạng
| Vị thứ | Đội bóng                 | St | W  | D  | L  | BT | BB | HS  | Đ  |
| 1      | Al-Jaish (C)             | 24 | 15 | 9  | 0  | 42 | 18 | +24 | 39 |
| 2      | Al-Talaba                | 24 | 14 | 8  | 2  | 40 | 19 | +21 | 36 |
| 3      | Al-Tayaran               | 24 | 14 | 7  | 3  | 40 | 18 | +22 | 35 |
| 4      | Al-Shabab                | 24 | 11 | 10 | 3  | 28 | 14 | +14 | 32 |
| 5      | Al-Zawraa                | 24 | 8  | 10 | 6  | 21 | 18 | +3  | 26 |
| 6      | Salahaddin               | 24 | 7  | 11 | 6  | 22 | 20 | +2  | 25 |
| 7      | Al-Sinaa                 | 24 | 7  | 8  | 9  | 16 | 16 | 0   | 22 |
| 8      | Quwat Al-Emen Al-Dakhili | 24 | 7  | 6  | 11 | 25 | 33 | –8  | 20 |
| 9      | Wahid Huzairan           | 24 | 6  | 6  | 12 | 13 | 21 | –8  | 18 |
| 10     | Al-Tijara                | 24 | 3  | 9  | 12 | 17 | 30 | –13 | 15 |
| 11     | Al-Mosul                 | 24 | 4  | 7  | 13 | 16 | 35 | –19 | 15 |
| 12     | Al-Minaa                 | 24 | 5  | 5  | 14 | 23 | 49 | –26 | 15 |
| 13     | Al-Amana                 | 24 | 4  | 6  | 14 | 23 | 37 | –14 | 14 |

## Vua phá lưới
| Vị thứ | Cầu thủ             | Bàn thắng | Đội bóng  |
| ------ | ------------------- | --------- | --------- |
| 1      | Ali Hussein Mahmoud | 18        | Al-Jaish  |
| 2      | Rahim Hameed        | 11        | Al-Jaish  |
| 3      | Hussein Saeed       | 7         | Al-Talaba |